# 维利·科斯洛夫斯基
维利·科斯洛夫斯基（德語：Willi Koslowski，1937年2月17日—2024年7月11日），德国男子足球运动员，场上位置是前锋。他曾代表西德国家队参加1962年国际足联世界杯，结果队伍止步八强。